# 754 هـ
754 هـ هي سنة في التقويم الهجري امتدت مقابلةً في التقويم الميلادي بين سنتي 1353 و1354.

## وفيات
- ابن الكتبي